# DNSCrypt
DNSCrypt는 사용자 컴퓨터와 재귀적 네임 서버 간의 도메인 네임 시스템(DNS) 트래픽을 인증하고 암호화하는 통신 프로토콜이다. DNSCrypt는 클라이언트와 DNS 확인자 간의 수정되지 않은 DNS 트래픽을 암호화 구조로 감싸 중간자 공격(man-in-the-middle)에 의한 도청 및 위조를 방지한다.
또한 질문의 크기가 해당 응답의 크기보다 커야 하므로 UDP 기반 증폭 공격을 완화한다. 따라서 DNSCrypt는 DNS 증폭 공격을 방지하는 데 도움이 된다.(§9)
DNSCrypt는 원래 프랭크 데니스(Frank Denis)와 예청푸(Yecheng Fu)가 설계했다. 여러 가지 무료 및 오픈 소스 소프트웨어 구현이 존재한다. 유닉스, 애플 iOS, 리눅스, 안드로이드, 마이크로소프트 윈도우 등 다양한 운영 체제에서 사용할 수 있다. 자유-오픈 소스 소프트웨어 구현인 dnscrypt-proxy는 ODoH를 추가로 통합한다.

## 같이 보기
- DNS over HTTPS
- DNS over TLS
- DNSSEC
- 타원곡선 암호
- Curve25519